# Canoagem nos Jogos Pan-Americanos de 2007 - K-4 500 m feminino
A competição de K-4 500 metros masculino foi um dos eventos da canoagem nos Jogos Pan-Americanos de 2007, realizado no Estádio de Remo da Lagoa no dia 27 de julho. 32 atletas disputaram a prova.

## Medalhistas
| Ouro   | CUB Darisleydis Amador, Yulitza Meneses, Lianet Álvarez e Dayexi Gandarela         |
| Prata  | VEN Eliana Escalona, Vanessa Silva, Ladymar Hernández e Zulmarys Sánchez           |
| Bronze | CAN Jill D'Alessio, Kia Byers, Camille Tessier-Bussieres e Marie-Christine Schmidt |

## Resultados
Com apenas oito equipes, o K-4 500 metros para mulheres consistiu de apenas uma fase com as três primeiras colocadas conquistando medalhas.
| Pos.   | Atletas                                                                                  | Tempo    |
| ------ | ---------------------------------------------------------------------------------------- | -------- |
| Ouro   | CUB Darisleydis Amador, Yulitza Meneses, Lianet Álvarez e Dayexi Gandarela               | 1m40s702 |
| Prata  | VEN Eliana Escalona, Vanessa Silva, Ladymar Hernández e Zulmarys Sánchez                 | 1m40s788 |
| Bronze | CAN Jill D'Alessio, Kia Byers, Camille Tessier-Bussieres e Marie-Christine Schmidt       | 1m42s246 |
| 4      | MEX Maricela Montemayor, Carla Salinas Martínez, Anais Abrahammar e Anca Ionela Mateescu | 1m43s496 |
| 5      | BRA Luana Rech, Naiane Pereira, Ariela Pinto e Daniela Alvarez                           | 1m44s022 |
| 6      | ARG Inés Molinari, Estefanía Fontanini, Cecilia Collueque e Marcela Codarin              | 1m44s156 |
| 7      | USA Jennifer Burke, Lauren Austin, Maia Farrar-Wellman e Katie Hagler                    | 1m45s472 |
| 8      | CHI Marcela Valdés, Fabiola Zamorano, Bárbara Moraga e Karen Roco                        | 1m49s396 |